# 74. nordlige breddekreds
Den 74. nordlige breddekreds (eller 74 grader nordlig bredde) er en breddekreds, der ligger 74 grader nord for ækvator. Den løber gennem Atlanterhavet, Europa, Asien, Ishavet og Nordamerika.